# Das Inselradio Mallorca
Das Inselradio Mallorca (ehemals Mallorca 95,8) ist ein deutschsprachiger Radiosender auf der Baleareninsel Mallorca. Das Sendestudio befindet sich in der Carrer Federico García Lorca, im Viertel Son Armadams der Hauptstadt Palma.
Das Inselradio sendet sein Programm auf Mallorca im Süden auf der Frequenz 106,1 MHz sowie im Norden und Osten Mallorcas auf der UKW-Frequenz 96,9 MHz. Seit 2024 ist zusätzlich ein inselweiter Empfang über DAB+ möglich. Über die Balearen hinaus ist der Sender weltweit per Stream im Internet sowie über Phonecast zu empfangen. Auf 106.1FM kann der englischsprachige Tochtersender Mallorca Sunshine Radio nicht mehr empfangen werden. Die Möglichkeit zum Empfang über Satellit (Astra 19,2° Ost, Kennung „Inselradio“) in Mittel- und Südeuropa besteht seit Mai 2020 nicht mehr. Finanziert wird der Sender ausschließlich aus Werbeeinnahmen. Werbekunden sind hierbei zu einem großen Teil lokale Unternehmen und Geschäfte.
Neben den beiden deutschen Wochenzeitungen Mallorca Zeitung und Mallorca Magazin informiert der Sender in deutscher Sprache über Neuigkeiten von Mallorca, Deutschland und der Welt. Die Musikauswahl konzentriert sich auf die 1970er, 1980er und 1990er Jahre sowie aktuelle Musik. Dabei ist die Mischung zwischen englischen, deutschen und spanischen Titeln maßgebend. Der Sender selbst wirbt mit dem „sonnenoptimierten Mix für Mallorca“. Die sogenannte Ballermann-Musik kommt in der Musikauswahl nicht vor.
Der Sender richtet sich vorwiegend an deutsche Residenten und Arbeitnehmer sowie an deutschsprechende Touristen. So werden beispielsweise spanische, respektive mallorquinische Traditionen, Feste und Bräuche erklärt und auf Veranstaltungen hingewiesen.

## Moderatoren und Programm
Aktuelle Moderatoren sind: Till Meyer, Lena Bernauer, Klaas Tucholke, Patrick Rebien, Julia Müller, Philipp Melzer, Pia Eschenbach, Rob Green, Dominik Kollmann sowie Christina und Jürgen Mayer. Anders als bei vielen anderen Radiosendern sind  die meisten Moderatoren beim Inselradio nicht an feste Sendungen gebunden, sondern zu unterschiedlichen Zeiten und Sendestrecken im Programm zu hören. Die stündlichen Lokalnachrichten werden von Katrin Wagenaar, Maresa Dziallas, Pia Eschenbach und Dominik Jordan moderiert. Internationale Nachrichten werden von der Regiocast bezogen und in Leipzig und Kiel produziert.
Montag bis Samstag
Inselradio La Noche – Die Nacht 0:00–6:00
Guten Morgen Mallorca 6:00–11:00
Guten Tag Mallorca 11:00–15:00
Hallo Mallorca 15:00–19:00
Guten Abend Mallorca 19:00–22:00
Sonntag
Inselradio La Noche – Die Nacht 2:00–6:00
Guten Morgen Mallorca 6:00–12:00
Mayers & Friends – Die Kultshow am Sonntag (mit Christina und Jürgen Mayer) 12:00–14:00
Hallo Mallorca 14:00–16:00
Inselradio TOP 20 (mit Philipp Melzer) 16:00–18:00
Guten Abend Mallorca 18:00–22:00
Shows
- The Apartment by DJ Pepe Link (mittwochs, 22:00–23:00)

- The Club mit DJ Enrico Ostendorf (samstags, 22:00–0:00)
- Gloss'n Glitters mit Francesca Faggella (samstags, 22:00–0:00)
- Abstrait by DJ Raphaël Marionneu (dienstags, 22:00–0:00)
- Sunset Dance by Tanja LaCroix (samstags, 0:00–1:00)
- Welcome to the Weekend! by DJ T-Mark (freitags, 22:00–0:00)
- BlackOut by DJ Boris Cantero (sonntags, 22:00–0:00)
- Housepacific by DJ Christian Hornbostel (sonntags, 0:00–2:00)
- Sugarstar’s House Party von und mit Matthias Weber (donnerstags, 22:00–0:00)
- Moving Up mit Nacho „Gran Reserva“ Velasco (mittwochs, 23:00–01:00)

## Geschichte
Das Inselradio wurde 1996 von Uwe Bahn und dem Immobilienmakler Matthias Kühn unter dem Namen „La Ola – Das Urlaubsradio“ gegründet.
Sendestart war am 1. August mit zunächst vierstündigem Programm zwischen 15 und 19 Uhr, seit 2000 sendet das Programm rund um die Uhr. 1997 erfolgte die Umbenennung in „Mallorca 95,8 − Das Inselradio“, seit 2016 wird der heutige Name „Das Inselradio“ genutzt.
Im März 2020 präsentierte das Inselradio eine Programmreform sowie ein neues Jinglepaket, das von Foster Kent in Salzburg produziert wurde.
Im Jahr 2021, passend zum 25-jährigen Jubiläum, bezog der Sender zusammen mit dem Mallorca Sunshine Radio seine neuen Räumlichkeiten, in denen den Mitarbeiterinnen und Mitarbeitern vier moderne Sendestudios sowie große Redaktions- und Büroräume zur Verfügung stehen. Die neuen Studios wurden am 27. Januar 2022 feierlich eröffnet.
Seit Februar 2024 sendet das Inselradio zusätzlich zur UKW-Frequenz auch über Digital Audio Broadcasting (DAB+). Neben dem Hauptprogramm sowie dem Schwesternsender Mallorca Sunshine Radio werden zusätzlich die Streams „Das Inselradio Mallorca Classics“ und „Mallorca Sunshine Radio Summer Hits“ darüber ausgestrahlt. Damit ist die Mallorca Radio Group das erste Medienhaus, das die Möglichkeit der DAB+ Übertragung auf den Balearen nutzt.

## Reichweite
Die Betreiber schätzen, dass sie täglich je nach Saison zwischen 100.000 und 200.000 Hörer erreichen. Eine Media-Analyse wie in Deutschland wird in Spanien nicht erhoben.